# Chiesa dell'Intercessione della Santa Vergine
La Chiesa dell'Intercessione della Santa Vergine è una chiesa in stile stile neobarocco situata nel cuore della città di Vareš, nella Federazione di Bosnia ed Erzegovina. Fa parte dei monumenti nazionali del paese.

## Storia
La chiesa fu costruita nel 1861, come riportato sul campanile, sebbene altre fonti ritengano sia stata costruita nel 1864. Costruita in stile neobarocco, sopravvisse alla guerra in Bosnia ed Erzegovina, sebbene l'icona di San Luca sia stata danneggiata intenzionalmente.

## Descrizione
La chiesa possiede un'iconostasi di 23 icone, più altre quattro situate nella navata che sono quella del Concilio dei Dodici Apostoli, di autore ignoto e realizzata prima del 1868, l'icona di San Luca, sempre di autore ignoto ed eseguita all'inizio del XX secolo, una  che raffigura la preghiera nell'Orto del Getsemani di un ignoto maestro russo (prima del 1924), e l'icona di Gerusalemme, di autore ignoto e realizzata prima del 1864.